# Dargeochaeta turlini
Dargeochaeta turlini là một loài bướm đêm trong họ Noctuidae.